# Mount Clarke
Il Mount Clarke  è una vetta alta 3.210 m, che fa parte dei Monti Barton, una catena montuosa dei Monti della Regina Maud, in Antartide.
È posizionato 13 miglia (21 km) a est del Mount Iveagh e si estende lungo il margine orientale del Ghiacciaio Snakeskin, vicino al bordo dell'Altopiano Antartico.
La denominazione fu assegnata dalla componente del percorso sud della Spedizione Nimrod (British Antarctic Expedition, 1907–09), che lo aveva scoperto e che era guidata dall'esploratore Ernest Shackleton.